# Изобильненский сельский совет (Нижнегорский район)
Изобильненский сельский совет (укр. Ізобільненська сільська рада, крымскотат. Tamaq köy şurası) — административно-территориальная единица в Нижнегорском районе в составе АР Крым Украины (фактически до 2014 года), ранее до 1991 года — в составе Крымской области УССР в СССР. Население по переписи 2001 года составляло 1408 человек, площадь совета — 76 км². Территория сельсовета находится на северо-востоке района, в степном Крыму, на берегах реки Салгир недалеко от устья. К 2014 году сельсовет состоял из 1 села: Изобильное.

## История
По данным сборника «Города и села Украины. Автономная Республика Крым. Город Севастополь. Историко-краеведческие очерки» Изобильненский сельский совет образован в 1977 году, согласно другим доступным историческим документам — в период Упразднено между 1 июня 1977 года (на эту дату село ещё числилось в составе Емельяновского сельсовета) и 1985 годом (в перечнях административно-территориальных изменений после этой даты не упоминается). Известно, что помимо Изобильнго с состав совета входило село Кулички. С 12 февраля 1991 года сельсовет в восстановленной Крымской АССР, 26 февраля 1992 года переименованной в Автономную Республику Крым. 21 мая 2008 года село Кулички было снято с учёта и совет обрёл современный состав. С 21 марта 2014 года в составе Крыма аннексирован Россией. Законом «Об установлении границ муниципальных образований и статусе муниципальных образований в Республике Крым» от 4 июня 2014 года территория административной единицы была объявлена муниципальным образованием со статусом сельского поселения.